# В’ячеслав Пакалін
В'ячеслав Пакалін — український композитор і саунд-дизайнер, відомий за своєю роботою у The Sinking City (2019), Tukoni (2020), Sherlock Holmes: Chapter One (2021) та Sherlock Holmes: The Awakened (2023). Перш ніж його запросили у студію Frogwares, створював електронну музику під псевдонімом «Sorrow Leads To Salvation», під яким потрапив до топ-15 українських альбомів за 2015 рік.

## Кар'єра
В'ячеслав вийшов на музичну сцену, коли у листопаді 1999 року випустив свій перший музичний альбом «Million Years of Sorrow» під псевдонімом Sorrow Leads to Salvation. Свою роботу в той час сам Пакалін коментує так: «Спершу — це був проєкт Sorrow Leads To Salvation. Потім я його перейменував на Neververse. Але зрозумів, що сам заплутався в ідеях, які намагаюсь донести, і перейменував проєкт назад. Паралельно допомагав своєму другу-реперу із кількома треками, але радше заради забавки. А потім, як-то кажуть в айтішному середовищі, вигорів». Паралельно із створенням електронної музики, яке він продовжував до 2017 року, Пакалін працював звукоінженером на телебаченні: спочатку на телеканалі «Тоніс», а згодом на «Прямому».
Пізніше у листопаді 2017 року Пакаліна запросили в українську компанію, яка займається розробкою відеоігор Frogwares, де він почав працювати саунд-дизайнером над грою The Sinking City. Надалі, під час розробки студією Sherlock Holmes: Chapter One, у якій він відповідав за всі аспекти звукового наповнення, від різноманітних звуків середовища до повного створення саундтреку гри, В'ячеслав долучався і до інших проєктів. Паралельно працював над іграми Tukoni та The Point of No Return (проєкт підтриманий Українським культурним фондом у 2020 році, який висвітлює післявоєнні травми українських солдатів), до яких потрапив через гейм-директора цих проєктів, який так само працює у Frogwares. Над Tukoni Пакалін працював близько двох місяців. За його словами: «було кілька труднощів: я звик працювати зі звуком на рушії Unreal, а тут був Unity, тож було багато нового для мене». За даними видання LiRoom, послуги дизайнера звуку проєкту коштували 20 тисяч грн.
Під час роботи над Sherlock Holmes: The Awakened, що відбувалася під час повномасштабного вторгнення Росії в Україну, команда розробників не працювала майже місяць після 24 лютого 2022 року, компанія дала можливість виїхати з найбільш небезпечних зон України. Деякі з працівників Frogwares почали волонтерити, хтось пішов у військо, дехто довгий час перебував під окупацією. Через постійні обстріли доводилося працювати з думкою, що потрібно працювати ще швидше, бо через пів години можуть вимкнути світло, розповідає Пакалін. За його словами, це впливає як на якість, так і мислення. Війна також вплинула й на характер саундтреку до гри. Наприклад, звуки сирени повітряної тривоги, які вже більше року чують українці, у грі композитор відтворив на синтезаторі за допомогою емулятора.

## Проєкти

### Музичні альбоми
- «Million Years of Sorrow» — 1999
- «Hazy Sun» ― 2012
- «A Memory of Light» — 2012
- «Empty Domain» — 2013
- «Sacrifice» — 2013
- «Sacrifice - EP» — 2013
- «Synthetic Sea» — 2014
- «Hide Your Face and Wait for a Sign» ― 2014
- «The End of Harmony» — 2014
- «Wound Theory. Act I: Ghost» — 2015
- «Wound Theory. Act II: Identity Crisis» — 2015
- «Wound Theory. Act III: Malignant World» — 2015
- «Kingdom Come» — 2016
- «Voices» — 2017

### Відеоігри
- The Sinking City (2019) — саунд-дизайнер
- Tukoni (2020) — композитор, саунд-інженер
- The Point of No Return (2020) — саунд-дизайнер
- Sherlock Holmes: Chapter One (2021) — композитор, саунд-дизайнер
- Sherlock Holmes: The Awakened (2023) — композитор, саунд-дизайнер